# Moïse Polydore Millaud
Pour les articles homonymes, voir Millaud.
Moïse Polydore Millaud, né à Bordeaux le 27 août 1813 et mort à Paris le 13 octobre 1871, est un journaliste, banquier, entrepreneur de presse du XIXe siècle.

## Famille et débuts
Son père, Jassuda Millaud (1769, L'Isle-sur-la-Sorgue - 1865, Paris), issu d’une famille juive originaire du Comtat Venaissin, qui vendait à l'origine des chevaux, et sa mère, Félicité Bellon, sont de  petits marchands originaires de Bordeaux.
Autodidacte, il entre comme clerc chez un huissier et dès 1833 fonde à Bordeaux son premier journal, Le Lutin. Moïse Millaud écrivait sous le pseudonyme-anagramme de Duallim des articles dans ses journaux.
Il est le père du journaliste, écrivain et auteur dramatique Albert Millaud et de Blanche, dont le mari Georges Silva dirigera plus tard le Journal des voyageurs[réf. nécessaire].
Selon Jacques Reynaud, il était profondément pratiquant et organisa très peu de fêtes tapageuses. Il recevait chez lui quelques intimes, formant un cercle, dont Paul de Saint-Victor, Joseph Méry, David Astruc, Paul d'Ivoi et Clairville.

## Carrière et créations de banques et de journaux
En 1836, il monte à Paris et fonde successivement Le Gamin de Paris, premier journal vendu exclusivement à la porte des théâtres, et Le Négociateur, un journal exclusivement financier.
En 1839, il fonde L’Audience, gazette judiciaire paraissant le lundi, puis le 28 février 1848 La Liberté, une feuille soutenant Louis-Napoléon Bonaparte, qui fut supprimée après les Journées de Juin. 
Associé à Mirès, il achète en octobre 1848 le Journal des Chemins de Fer, qui deviendra plus tard le Journal des Voyageurs, et deux compagnies bancaires. La première fut la Caisses des actions réunies, au capital de 5 millions, qui fut la première entreprise à proposer des portefeuilles d'actions exploitant méthodiquement les cours de la Bourse. Cédée à Félix Solar en 1856, elle rapporta à Millaud et Mirès plus de 4 millions. La deuxième entreprise financière fut la Caisse des Chemins de Fer, dont Millaud se retira en 1853 et qui devint sous la direction de Mirès la Compagnie Générale des chemins de fer avec un capital de 50 millions.
En 1849, Millaud s'appuie sur la popularité de Lamartine auquel il confie la revue Le Conseiller du peuple (avril 1849 - octobre 1851) et dont le poète, à court d'argent, est l'unique rédacteur. Le payant 2 000 francs par mois, Millaud rachètera à Lamartine son buste par David d'Angers lorsqu'il sera ruiné. 
En 1854, il constitue la Compagnie générale immobilière pour l'achat de terrains dans Paris, qui lui rapporte une fortune en un temps où les transformations de la capitale s'accompagnent d'une intense spéculation foncière et immobilière. Cette année-là, il appelle auprès de lui son neveu Alphonse (11 juin 1829, Mouriès), fils de son frère Joseph, qui l’assista à La Presse et au Journal des actionnaires. Il achète aussi le journal Le Dock qu'il renomme Le Journal des actionnaires et crée la Caisse Générale des actionnaires au capital de 25 millions de francs avec pour objet la publication de ce journal et l’activité de banque d'affaires. 
Il donne en 1856 une somptueuse fête où se pressent journalistes, éditeurs, directeurs de théâtres et autres hommes influents, dans son hôtel particulier de la rue Saint-Georges. Le 19 février 1857, lors d'une nouvelle fête, il donne un festin dont le menu est rapporté par les frères Goncourt et Albéric Second.
En 1856, Millaud achète à Émile de Girardin ses droits sur La Presse. Faisant face à quelques difficultés financières, il revend le journal à Félix Solar en 1859.
En 1863, son coup de maître fut rétrospectivement la fondation du titre le plus vendu du XIXe siècle, Le Petit Journal, dont il confie la direction à son neveu Alphonse. « Il faut avoir le courage d'être bête », confie-t-il à Villemessant. 
En 1864, il crée Le Journal illustré et en octobre 1865 il lance Le Soleil alors que Polo lance L'Éclipse, pour contrer L'Événement lancé par Villemessant. Il crée aussi Le Journal littéraire et Le Journal politique de la semaine.

## Les difficultés financières et l'homme de théâtre
Millaud fut pris dans quelques scandales financiers, dont ceux des Chemins de fer de Nassau en 1860 et de la Caisse générale des actionnaires en 1861. Son neveu Alphonse eut recours à divers expédients pour éteindre les dettes de son oncle, notamment en mettant en commandite Le Petit Journal émettant 4000 actions de 500 francs, représentant une valeur de 2 millions de francs alors qu’on estimait la valeur du quotidien à 100 000 francs. Alphonse fut condamné le 13 juin 1875. 
À sa mort, son fils Albert, son neveu Alphonse et son gendre reprirent la direction du Petit Journal, mais les problèmes financiers amenèrent son concurrent de toujours, Émile de Girardin, à en reprendre la gouvernance.   
Dramaturge à ses heures, il avait fait représenter en 1859, Ma nièce et mon ours au Théâtre du Palais-Royal, une folie-vaudeville en trois actes écrite sous le pseudonyme de Frascati avec Clairville.

## Liste des journaux
- Le Lutin
- Le Gamin de Paris, 1835
- Le Glaneur 1836
- Le Négociateur, 1838
- L’Audience, 1839
- La Liberté, 1848
- Le Journal des Chemins de fer 1848, ancien Le Dock
- Le Conseiller du peuple, 1848
- Le Journal des actionnaires, 1856
- La Presse, 1857
- Le Petit Journal, 1863
- Le Journal illustré
- Le Soleil, 1865